# Хабаровские городские пруды
Хаба́ровские городски́е пруды́ — пруды в Хабаровске, Хабаровский край, Россия.
Находятся на Уссурийском бульваре между улицами Дикопольцева и Пушкина.
Устроены к 1983 году (годовщина 125-летия основания Хабаровска) на месте оврагов в верховьях бывшей реки Плюснинка (с 1960-х годов протекает в бетонной трубе).
Хабаровские городские пруды представляют каскад из трёх прудов, отделённых друг от друга дамбами с пешеходными дорожками и подъездными дорогами для автотранспорта. Берега прудов — набережные из железобетона. Хабаровские городские пруды примыкают к спортивно-парковому комплексу «Стадион „Динамо“» и к спортивно-зрелищному комплексу Платинум-Арена, являясь их продолжением.
В конце 1990-х годов проведена капитальная реконструкция с заменой изношенных набережных, к 2011 году закончена вторая реконструкция — дно водоёмов покрыто гидроизоляционным материалом и в верхнем и нижнем пруду установлено фонтанное и светоиллюминационное оборудование.

## Пруд Мичиноку-банка (нижний пруд)
Нижний пруд носит собственное название — «пруд Митиноку-банка», делового и торгового партнёра Хабаровского края в Японии. Это связано с тем, что именно на средства Митиноку-банка и по инициативе его тогдашнего президента Косабуро Дайодзи в 1990-е годы была проведена реконструкция прудов.
Установлено фонтанное и светоиллюминационное оборудование.
На набережной нижнего пруда установлены стелы городов-побратимов города Хабаровска, а также скульптуры персонажей мультипликационного фильма «Бременские музыканты».
Поблизости расположены детские игровые площадки и аттракционы.

## Средний пруд
Акватория среднего пруда, самого глубокого, является местом катания на гребных лодках и водных велосипедах.
Учащиеся расположенной поблизости детско-юношеской спортивной школы используют средний пруд для тренировок (гребля на байдарках и каноэ).
Школьники из судомодельного кружка на пруду испытывают свои «корабли», проводятся соревнования по судомодельному спорту.
Кафе в форме «летающей тарелки», расположенное на сваях в центре пруда, пользуется популярностью у новобрачных.

## Верхний пруд
В верхнем пруду установлено фонтанное и светоиллюминационное оборудование, по вечерам проводятся концерты классической музыки (под фонограмму) с использованием лазерного шоу.
Оборудованы места для зрителей.
На набережной верхнего пруда установлены скульптуры персонажей из советских мультипликационных фильмов.
В парковой зоне находится выставка деревянных скульптур.

## Галерея

Изображения прудов
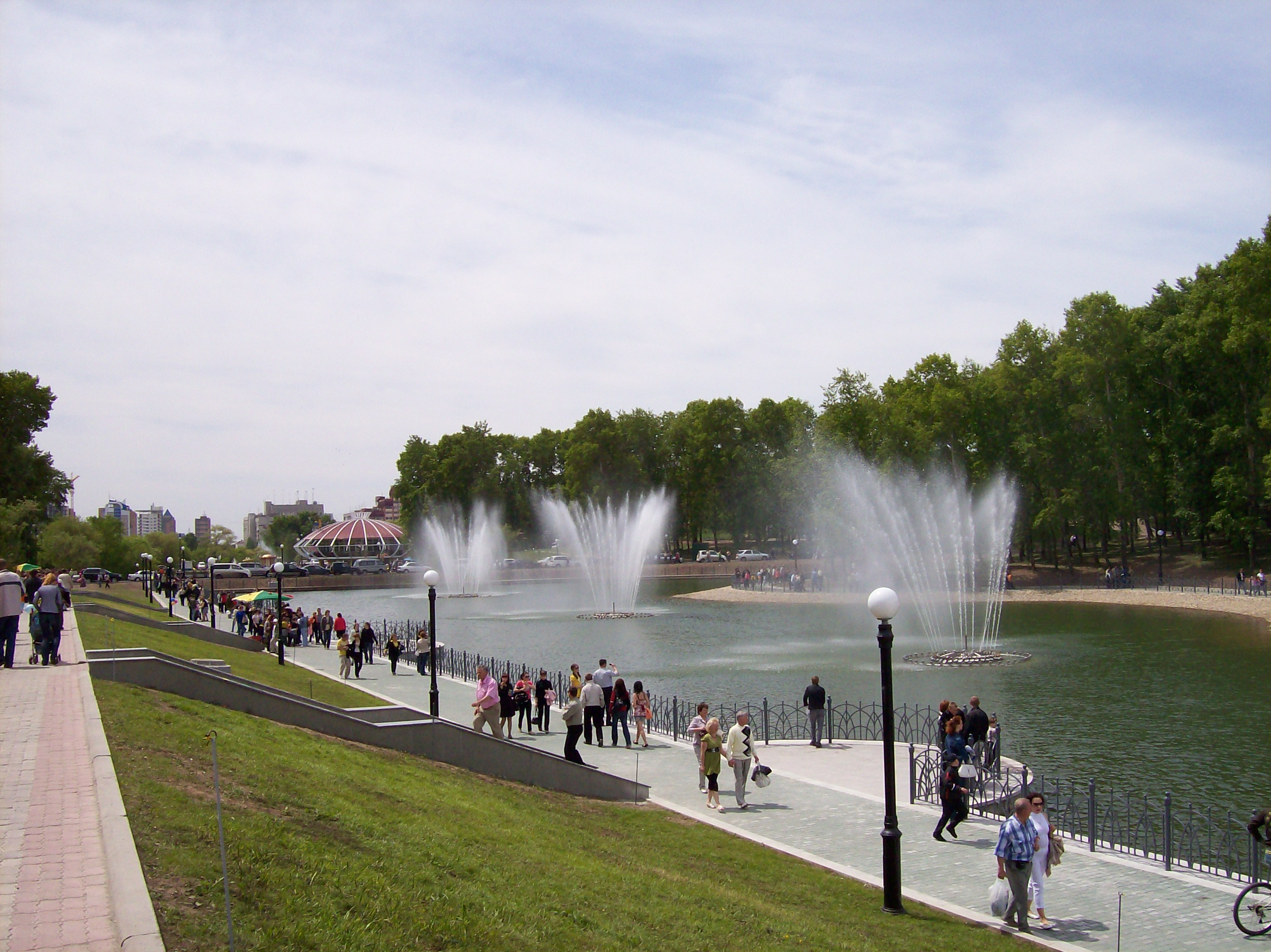
Верхний пруд
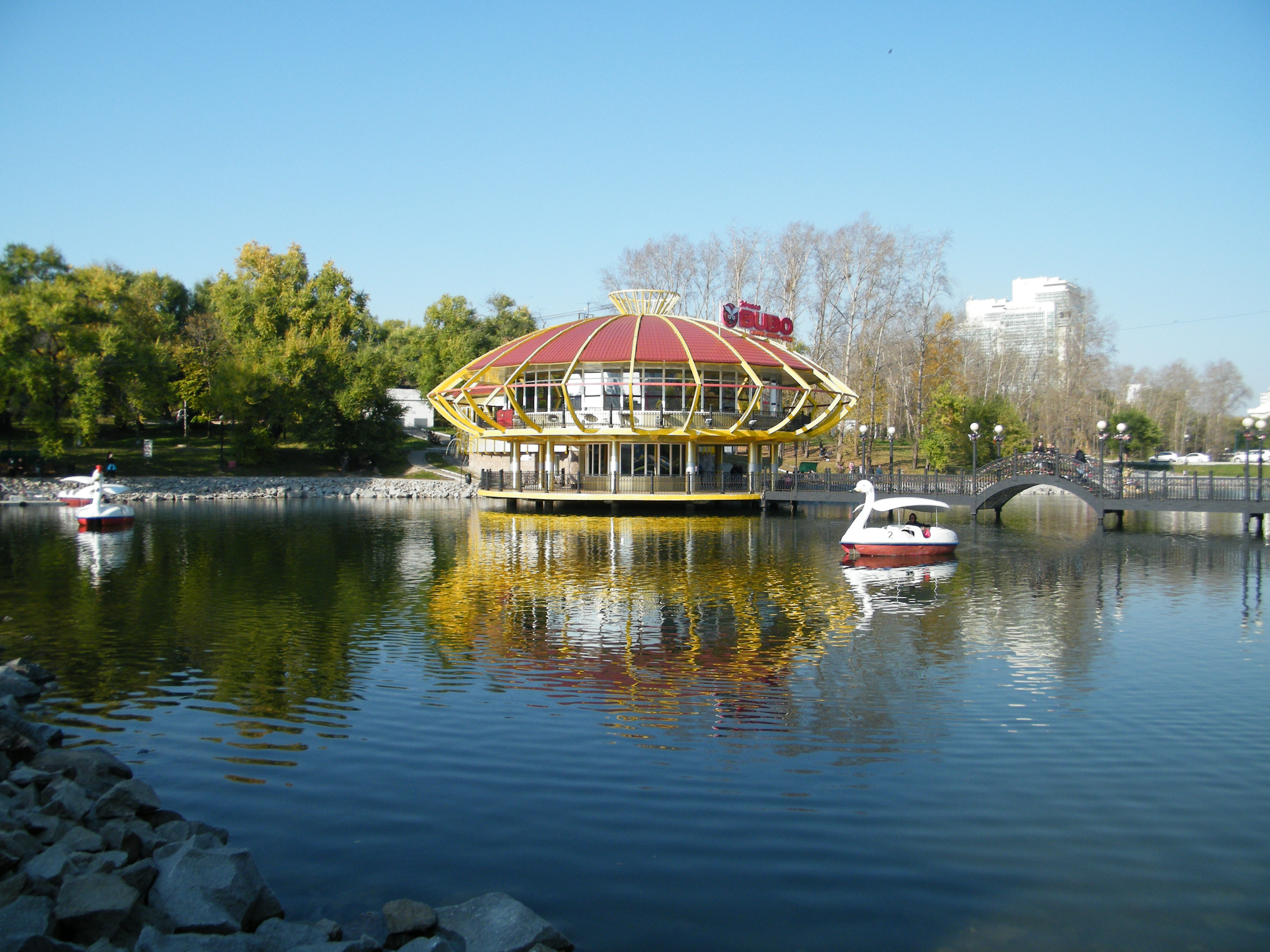
Средний пруд
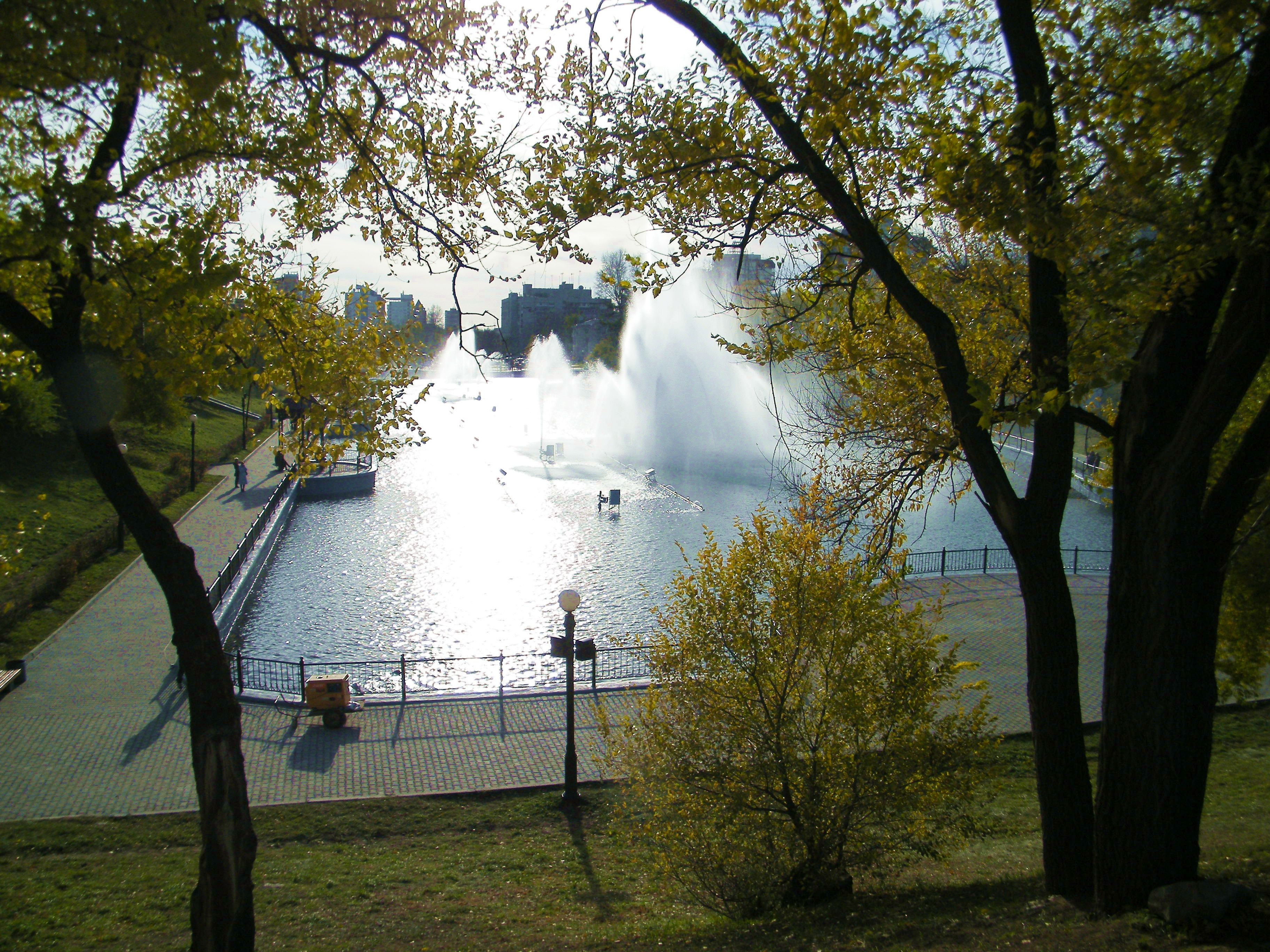
Фонтаны нижнего пруда
Скульптура «Счастливое детство»
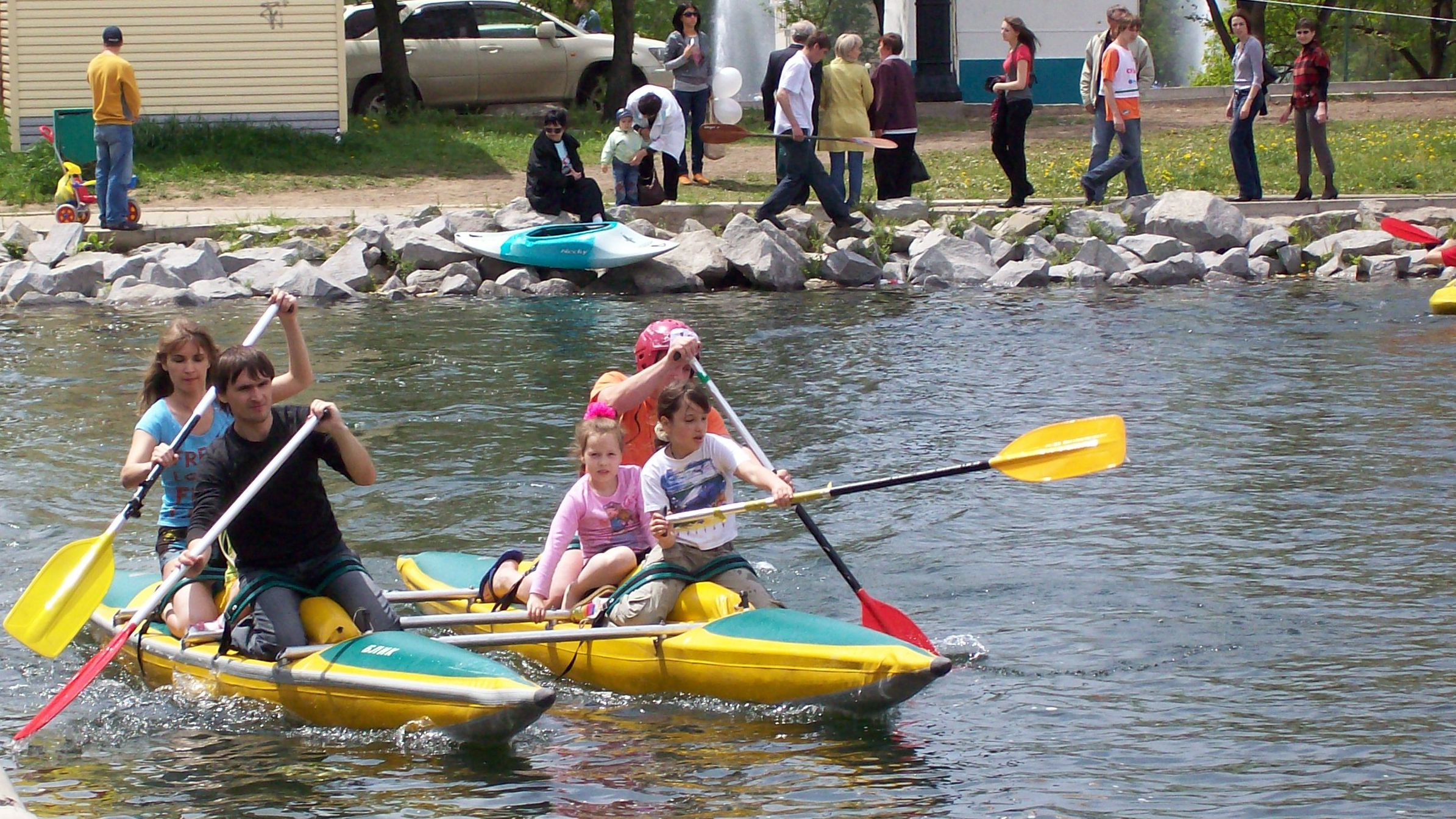
Спортивные соревнования на среднем пруду
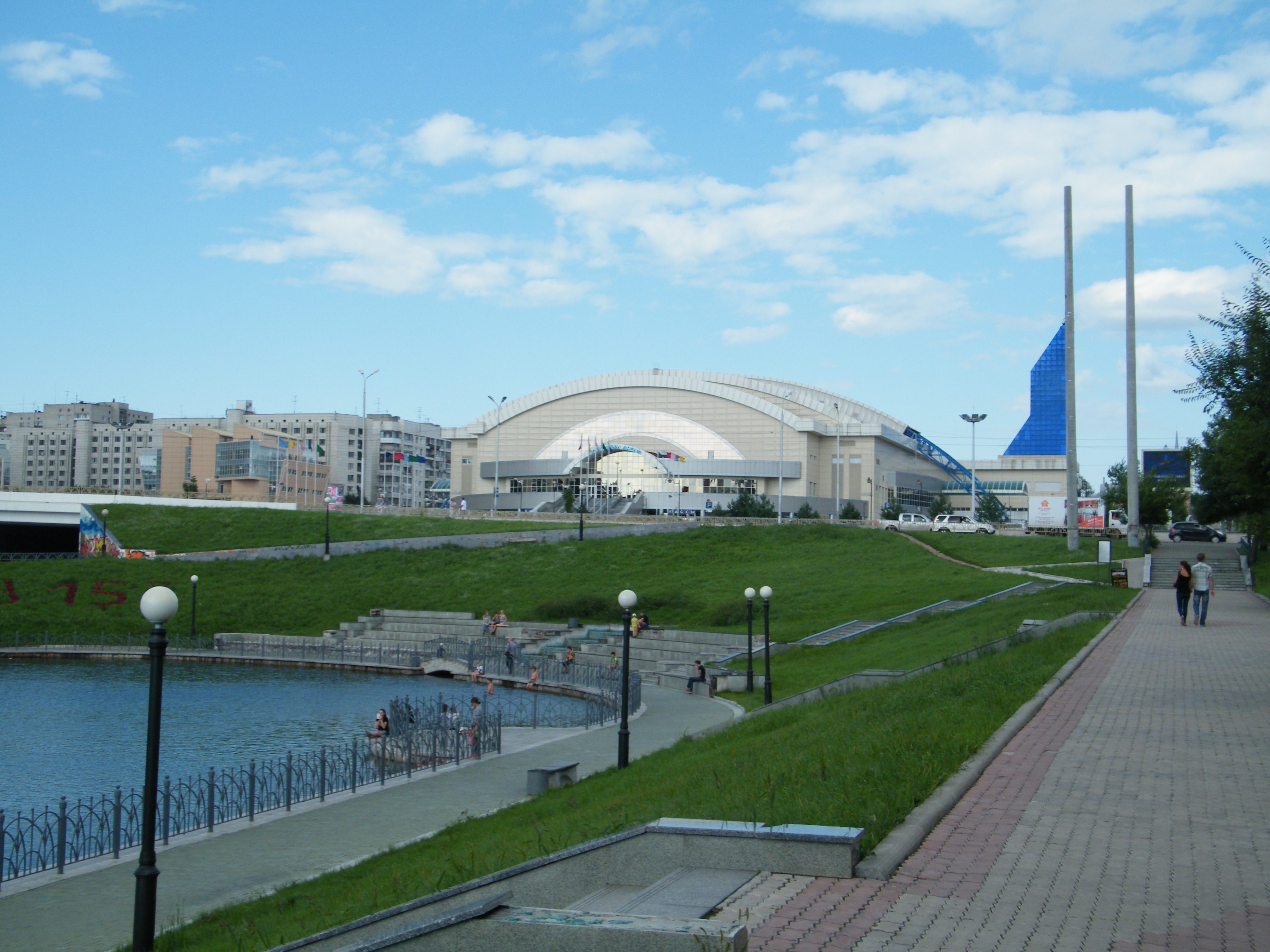
Верхний пруд и Платинум-Арена